# Accident de l'avion du général Leclerc
L'accident d'avion du général Leclerc a lieu le 28 novembre 1947 près de Colomb-Béchar dans le Sahara ouest algérien. Le bombardier B-25 Mitchell, nommé Tailly 2 et transformé en avion de fonction pour le général Leclerc s'écrase vers midi sur la voie ferrée Mer Méditerranée-Niger, à une cinquantaine de kilomètres au nord de l'aéroport de Colomb-Béchar qu'il essaye de rejoindre. Les douze passagers et membres d'équipage sont tués sur le coup. Un treizième corps non identifié est retrouvé dans les débris de l'appareil, donnant lieu à une controverse sur les causes de l'accident.

## Déroulement des faits
Parti le 26 novembre 1947 de Villacoublay, en banlieue parisienne, pour une tournée d'inspection en Afrique du Nord, le général Leclerc passe l'après-midi du 26 et la journée du 27 dans la région d'Arzew - La Macta, sur la côte, à l'est d'Oran, pour assister à une manœuvre interarmées.
Ce mouvement de troupes se déroulait dans un secteur où venaient d'être identifiés de potentiels futurs gisements de pétrole par le géologue explorateur Conrad Kilian, lieux à forte valeur stratégique pour la France, dans un monde où États-Unis et Royaume-Uni possédaient encore un quasi-monopole sur les réserves d'or noir.
Le 28 novembre au matin, le général Leclerc assiste à une prise d'armes à Arzew, puis rejoint l'aérodrome de La Sénia où l'attend son avion personnel, un B-25 Mitchell baptisé Tailly 2 (Tailly est le nom d'une commune de la Somme où est située la propriété de la famille Leclerc, et aussi le nom de son char de commandement durant la guerre). Cet avion, à l'origine un bombardier moyen bimoteurs a été transformé pour le transport d'autorités militaires. Il comprend un petit bureau ainsi que des couchettes. L'avion doit le conduire à Colomb-Béchar, une ville située à 200 km au sud d'Oran, non loin de la frontière avec le Maroc et où il doit passer la journée. La météo est mauvaise, le bulletin du matin précise que « le trajet Oran-Colomb-Béchar se situe en marge sud-est d'une importante perturbation [..] Une aggravation générale est prévue par l'ouest avec formation de nombreux vents de sable. »
Le pilote hésite ; il sait que le général Leclerc a horreur des contretemps. L'avion décolle finalement à 10 h 15 avec suffisamment de carburant pour rebrousser chemin si la météo l'empêche de se poser à Colomb-Béchar. Un autre pilote, qui devait assurer la même liaison avec un Toucan, renonce à cause de la météo. L'arrivée de l'avion est normalement prévue une heure et demie plus tard, à 11 h 45. Après un quart d'heure de vol, le radio demande à Béchar l'évolution des conditions météo et reçoit, en morse, la réponse : « Pluie faible intermittente, visibilité six à dix kilomètres. Plafond: 10/10 vers 500 mètres, sommets bouchés. Vent : secteur sud, 50  à   60 km/h avec rafales.» Ces mauvaises conditions sont encore acceptables. L'avion vole alors à 8 000 pieds et fait face à un vent sans doute de 100 km/h.
À 11 h 34, l'aéroport de Béchar lui envoie sa position gonio. Ce genre de position est à cette époque jugée peu fiable par les pilotes. Une douzaine de minutes plus tard, l'avion passe au dessus de la station de Bon-Arfa et l'équipage aperçoit alors la voie ferrée. Le pilote, le lieutenant François Delluc, fait descendre l'avion à basse altitude et suit la voie ferrée du transsaharien qui conduit à Colomb-Béchar (cette voie relie Colomb-Béchar à Oujda au Maroc, près de la Méditerranée). Des témoins le voient passer, à une vingtaine de mètres du sol, à une vitesse estimée de 250 km/h. À cet endroit, la voie ferrée traverse un grand plateau désertique.
L'horaire d'atterrissage est repoussé deux fois d'un quart d'heure par l'équipage. Le dernier message du B-25 indique : « Tout va bien à bord, sommes à dix minutes du terrain de Colomb-Béchar ». À ce moment-là, la voie ferrée qu'ils suivent quitte le plateau désertique pour traverser des collines. L'avion a donc sans doute cherché à reprendre de l'altitude.
Une heure plus tard, la rumeur d'un accident se propageant à Colomb-Béchar, une colonne de la 1re compagnie saharienne portée de légion dirigée par le lieutenant-colonel Dudezert se met en route vers le nord en longeant la voie ferrée. Lorsqu'ils arrivent, ils découvrent les débris du bombardier éparpillés de part et d'autre du remblai de la voie ferrée (32° 07′ 54″ N, 2° 19′ 19″ O sur plusieurs dizaines de mètres. L'avion semble avoir percuté le remblai. L'arrière de l'appareil est à gauche des rails, les moteurs une quarantaine de mètres plus loin à droite. Le kérosène est répandu au sol et brûle encore, comme les morceaux de corps dispersés.

## Identification des corps
Les légionnaires et secouristes commencent l'identification des corps durant l'après-midi du 28 dans la zone de l'accident. Toutes les victimes ayant été décapitées au contact avec le sol, ce sont les troncs qui sont identifiés en fonction des uniformes, des grades et des papiers personnels. Le corps du général Leclerc est ainsi identifié par son portefeuille en partie calciné, par sa chevalière et par un morceau de sa canne. Une fois les corps transportés à la morgue de l'hôpital de Colomb-Béchar dans la soirée, ce sont treize corps qui sont formellement dénombrés avant la mise en bière définitive par le médecin-lieutenant Paul Judeau et par le commandant Roque, bien que l'avion n'ait transporté officiellement que douze hommes.

## Réactions et enquêtes
Les douze corps identifiés arrivent à Alger par train le 2 décembre puis à Paris le 6. Leclerc est inhumé aux Invalides aux côtés de Foch, Turenne et Vauban après une journée de deuil national.
Le rapport officiel conclura à l'imprudence du pilote François Delluc, malgré son expérience et ses états de service extrêmement brillants, et à l'obstination du général Leclerc qui aurait ignoré la météo défavorable.
Jean-Christophe Notin démontre dans son livre que le B-25 de fabrication américaine avait été aménagé d'une manière imprudente par l'Armée de l'air en ajoutant une couchette à l'arrière qui a pu faire contrepoids et causer l'accident, surtout que l'appareil est connu pour basculer vers l'arrière à faible vitesse. Il ajoute qu'aucun autre B-25 n'a jamais été utilisé pour transporter autant de passagers.
Trois rumeurs ont couru autour de la mort de Leclerc, notamment du fait de la présence du treizième passager : 
- Leclerc faisant de l'ombre à de Gaulle, les fidèles gaullistes auraient fait assassiner Leclerc ;
- le KGB aurait fait assassiner Leclerc, celui-ci étant à même de mater une hypothétique révolution communiste en France ;
- Conrad Kilian, découvreur de pétrole dans le Fezzan, et Leclerc se seraient opposés aux vues anglaises sur la Libye, l'assassinat aurait été organisé par les services secrets anglais.

Jean-Christophe Notin dément ces rumeurs, car le secteur d'écrasement est identique à celui de l'accident de l'avion, démontrant un crash et non une explosion ; les moteurs, inspectés avec soin, ne présentaient pas de défaut.

## Liste des passagers et membres d'équipage
Outre les quatre membres de l'équipage, le B-25 transportait le général Leclerc, son état-major et son aide de camp.
- Lieutenant François Delluc, 31 ans, pilote[1]
- Lieutenant André Pilleboue, 29 ans, navigateur[1]
- Adjudant-chef Jean Guillou, 29 ans, mécanicien[1]
- Sergent-chef Eugène Lamotte, 25 ans, opérateur radio[1]
- Général d'Armée Philippe Leclerc de Hauteclocque, 45 ans, inspecteur général en Afrique du Nord
- Colonel Théodore Fieschi, 41 ans, chef d'état-major de l'inspecteur général
- Colonel Charles Clémentin, 47 ans
- Colonel Louis du Garreau de La Méchenie, 47 ans
- Colonel Paul Fouchet, chef d'état-major de la 10e région militaire
- Capitaine de vaisseau Georges Frichement, 51 ans[2]
- Commandant Michel Meyrand, 37 ans
- Sous-lieutenant Robert Miron de L'Espinay, 24 ans, aide de camp

Un treizième corps, portant un uniforme de l'Armée de l'air avec le grade de lieutenant, déchiqueté, retrouvé dans les débris de l'appareil, n'a jamais été identifié. Lors du rapatriement en France des corps, il manque un cercueil lors du débarquement à Marseille, ce qui alimente des rumeurs. Or, ce corps a été enterré au cimetière chrétien de Saint-Eugène à Alger, dans la concession no 500 . Le nom n'est pas connu, mais Jean-Christophe Notin signale que les crashs dans cette région sont fréquents à l'époque.